# 新垣弘隆
新垣 弘隆（あらがき ひろたか）は、日本の映画プロデューサーである。

## 来歴
大分県出身。2003年に早稲田大学教育学部卒業後、松竹株式会社入社。2005年にライツビジネスの営業担当などを経て、2014年より映像本部映像企画部映画企画室在籍。

## フィルモグラフィー
2013年
- 『はじまりのみち』（プロデューサー）

2015年
- 『日本のいちばん長い日』（プロデューサー）

2016年
- 『秘密 THE TOP SECRET』（プロデューサー）

2017年
- 『ピーチガール』（プロデューサー）

2018年
- 『人魚の眠る家』（プロデューサー）

2020年
- 『滝沢歌舞伎 ZERO 2020 The Movie』（プロデューサー）

2021年
- 『騙し絵の牙』（企画・プロデュース）
- 『ザ・ファブル 殺さない殺し屋』（谷生俊美との共同プロデュース）

2022年
- 『“それ”がいる森』（エグゼクティブプロデューサー）
- 『耳をすませば』（プロデューサー）
- 『月の満ち欠け』（企画・プロデュース）
- 『かがみの孤城』（企画・プロデューサー）

2025年
- 『事故物件ゾク 恐い間取り』（企画・プロデュース）